# Aktuala
Aktuala è stato un gruppo world music nato nel 1972 a Milano. Vengono considerati l'equivalente italiano della Third Ear Band.

## Storia del gruppo
Gli Aktuala nascono su iniziativa di Walter Maioli come progetto di ricerca per la riscoperta della musica popolare africana ed asiatica. Il nome significa "attuale" in Esperanto La formazione del gruppo è estremamente variabile, in funzione degli strumentisti chiamati a collaborare nei singoli brani, ma punti fermi della formazione sono Walter Maioli ed il sassofonista Daniele Cavallanti. Il primo album viene inciso per la Bla Bla nel 1973 con il titolo di Aktuala e con una formazione che prevedeva anche Antonio Cerantola alla chitarra, mentre alle percussioni c'erano Laura Maioli e Lino Vaccina.
Questi ultimi due percussionisti lasciano il gruppo nel 1974, mentre entrano il sassofonista e flautista Otto Corrado, il chitarrista Attilio Zanchi, l'arpista olandese Marjon Klok ed il percussionista indiano Trilok Gurtu. In questo periodo in un mulino del 1600 sulle colline di Pistoia Walter Maioli, Daniele Cavallanti, Antonio Cerantola, Alfonso Dall'Agnol, Roberto Meazza, Marjon Klok, e Michela Rangoni Machiavelli formano una comune , all'interno della quale viene sviluppato il secondo album degli Aktuala, pubblicato con il titolo di La terra al quale collaborano anche il violoncellista Marino Vismara, Maurizio Dones alla viola e Pino Massara come produttore discografico, oltre al supporto di Franco Battiato che segue da vicino il progetto.
Nel 1974 il gruppo collabora con Claudio Rocchi per la realizzazione dell'album Il miele dei pianeti le isole le api.
Sempre per sviluppare le proprie conoscenze nell'ambito della musica popolare, nel 1975 il gruppo si reca in Marocco, da dove torneranno nel 1976 per registrare il loro terzo album: Tappeto volante. Nello stesso anno il gruppo si scioglie, ma Walter Maioli continua la ricerca su forme di musica arcaica presso "Il centro del suono", ed entra nei Futuro antico.

## Discografia

### Album in studio
- 1973 - Aktuala
- 1974 - La terra
- 1976 - Tappeto volante

## Formazione
- Walter Maioli: oboe, flauto, armonica 1972 - 1976
- Daniele Cavallanti: sax 1972 - 1976
- Antonio Cerantola: chitarra 1973 - 1976
- Laura Maioli: percussioni 1973
- Lino Capra Vaccina: percussioni 1973 - 1974
- Otto Corrado: sassofono, flauto 1974
- Attilio Zanchi: chitarra 1974
- Marjon Klok: arpa 1974 - 1976
- Trilok Gurtu: percussioni 1974 - 1976
- Kela Rangoni Macchiavelli: percussioni 1976
- Fabrizio Cassanoi: sitar 1976